# Лейла Юзефович
Лейла Юзефович (англ. Leila Josefowicz — Юзефович; нар. 20 жовтня 1977, Місісага, Канада) — американська скрипалька.

## Життєпис
Її батько — фізик Джек Іцхак Юзефович, винахідник в галузі електротехніки; мати — Венді Джейн Юзефович, біолог. З трирічного віку жила в Лос-Анджелесі і займалася скрипкою за методом Судзукі. У 13-річному віці переїхала до Філадельфії, навчалася в Кертісовому інституті музики у Фелікса Галіміра, Джозефа Гінгольда, Яші Бродського, Хайме Ларедо.

## Творчість
У 1994 році Лейла Юзефович дебютувала в Карнегі-холі, виконавши скрипковий концерт Петра Чайковського з Академією Святого Мартіна в Полях під управлінням Невілла Маррінера, — надалі продовжувала співпрацю з цим видатним колективом, записавши, зокрема, альбом «Богемські рапсодії» (популярні п'єси Пабло Сарасате, Жуля Массне, Генрика Венявського, Каміля Сен-Санса, Ернеста Шоссона і Моріса Равеля).
Надалі Юзефович здобула популярність як пропагандистка новітньої музики. Сама скрипалька особливо виділяє свою співпрацю з Джоном Адамсом, підкреслюючи, що про творчу взаємодію з сучасним композитором вона мріяла з дитинства. Систематично виконує концерти Олівера Нассена і Томаса Адеса, в 2009 році виконала світову прем'єру скрипкового концерту Еси-Пекки Салонена.
Була одружена з диригентом Кристьяном Ярві, виховує сина Лукаса.